# Kernsanierung

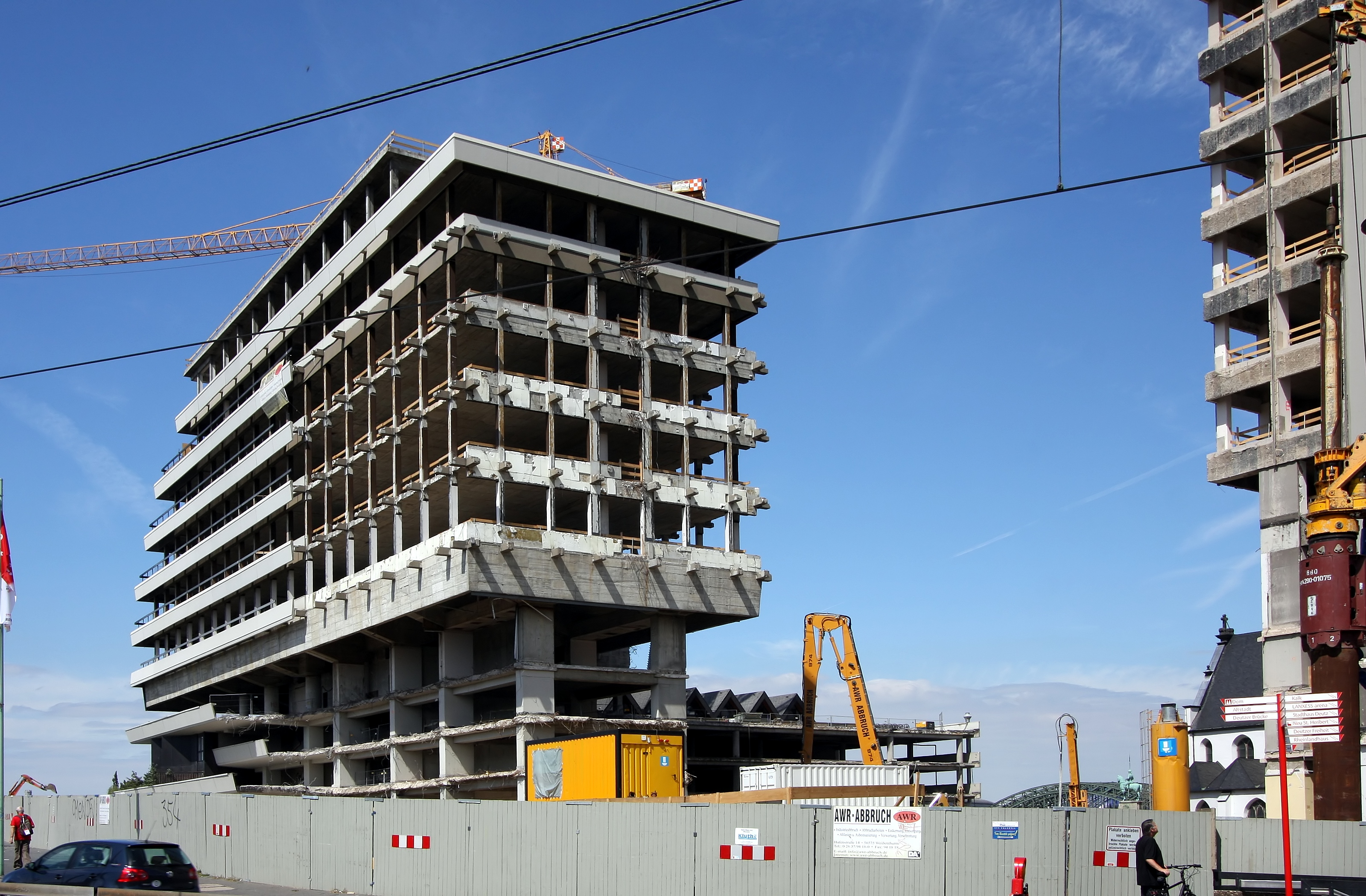
Die ehemalige Lufthansa-Zentrale in Köln-Deutz. Von Sommer 2010 bis 2013 wurde der Gebäudekomplex kernsaniert und heißt nun Lanxess Tower

Der Begriff Kernsanierung umfasst sämtliche baulichen Sanierungsmaßnahmen, um die Bausubstanz eines bestehenden Gebäudes vollständig wiederherzustellen und in einen (nahezu) neuwertigen Zustand zu versetzen. Hierfür wird das Gebäude bis auf die tragenden Strukturen, wie etwa Fundamente, tragende Wände und Decken, zurückgebaut. Gegebenenfalls sind diese ebenfalls instand zu setzen. Die Kernsanierung ist nicht mit der Entkernung eines Gebäudes gleichzusetzen. Bei dieser Maßnahme wird der gesamte Baukörper mit Ausnahme der Fassade abgetragen und völlig neu wieder aufgebaut.
Zu den Bestandteilen einer Kernsanierung können das Erneuern der Dachkonstruktion samt Dacheindeckung sowie die Fassade mit Fenstern und Türen gehören. Des Weiteren wird im Inneren die Haustechnik, also Elektro-, Wasser- und Heizungsinstallation, erneuert.